# Alexis Davis
Alexis Evelyn Chris Davis, född 4 oktober 1984 i Port Colborne, är en kanadensisk MMA-utövare som sedan 2013 tävlar i organisationen Ultimate Fighting Championship.